# Eriphoserica camentoides
Eriphoserica camentoides är en skalbaggsart som beskrevs av Brenske 1900. Eriphoserica camentoides ingår i släktet Eriphoserica och familjen Melolonthidae.
Artens utbredningsområde är Madagaskar. Inga underarter finns listade i Catalogue of Life.